# 神宮東
神宮東（じんぐうひがし）とは、宮崎県宮崎市内の地名。大宮地域自治区に属している。2023年現在、神宮東1丁目 - 3丁目が設置されており、全域が住居表示実施地域である。郵便番号は880-0056。

## 地理
宮崎市の中心北部、大宮地域自治区に属する。宮崎神宮の門前および東側に位置する。1丁目は宮崎大宮高等学校・宮崎東高等学校が立地しており、文教地区となっている。2丁目・3丁目はその北方に位置し、住宅街および、国道10号沿いはロードサイド店舗が並ぶ。
北を神宮町・南花ケ島町、東を花ケ島町・北権現町、南を江平東・江平西、西を神宮1-2丁目と接する。

## 地名の由来
- 宮崎神宮の東に置かれた「神宮東町」に由来する。

## 歴史
- 1927年 - 大字花ヶ島から神宮東町が成立。
- 1974年 - 神宮東町・神宮町・御船町・江平町1丁目～3丁目・南花ヶ島町をもって神宮東が成立。神宮東町が消滅。

## 世帯数と人口
2023年（令和5年）9月1日現在の世帯数と人口は以下の通りである。
| 町丁        | 世帯数  | 人口   |
| ----------- | ------- | ------ |
| 神宮東1丁目 | 520世帯 | 957人  |
| 神宮東2丁目 | 579世帯 | 1008人 |
| 神宮東3丁目 | 524世帯 | 989人  |

## 小・中学校の学区
市立小・中学校に通う場合、学区は以下の通りとなる。
| 町名               | 小学校             | 中学校               |
| ------------------ | ------------------ | -------------------- |
| 神宮東1丁目        | 宮崎市立江平小学校 | 宮崎市立宮崎東中学校 |
| 神宮東2丁目・3丁目 | 宮崎市立大宮小学校 | 宮崎市立大宮中学校   |

## 交通

### 鉄道
JR日豊本線が通過する。神宮東3丁目に宮崎神宮駅を設置する。

### バス
宮交グループの運営するバスが営業している。

### 道路
- 国道10号
- 宮崎県道44号宮崎高鍋線
- 宮崎県道332号宮崎神宮線

## 施設
- 宮崎県立宮崎大宮高等学校
- 宮崎県立宮崎東高等学校